# Fountain (Minnesota)
Fountain és una població dels Estats Units a l'estat de Minnesota. Segons el cens del 2000 tenia 343 habitants.

## Demografia
Segons el cens del 2000, Fountain tenia 343 habitants, 131 habitatges, i 94 famílies. La densitat de població era de 159,6 habitants per km².
Dels 131 habitatges en un 32,1% hi vivien nens de menys de 18 anys, en un 67,9% hi vivien parelles casades, en un 2,3% dones solteres, i en un 27,5% no eren unitats familiars. En el 20,6% dels habitatges hi vivien persones soles el 9,2% de les quals corresponia a persones de 65 anys o més que vivien soles. El nombre mitjà de persones vivint en cada habitatge era de 2,62 i el nombre mitjà de persones que vivien en cada família era de 3,06.
Per edats la població es repartia de la següent manera: un 26,2% tenia menys de 18 anys, un 11,4% entre 18 i 24, un 30,3% entre 25 i 44, un 18,4% de 45 a 60 i un 13,7% 65 anys o més.
L'edat mediana era de 35 anys. Per cada 100 dones de 18 o més anys hi havia 105,7 homes.
La renda mediana per habitatge era de 40.250 $ i la renda mediana per família de 49.583 $. Els homes tenien una renda mediana de 28.571 $ mentre que les dones 22.321 $. La renda per capita de la població era de 18.085 $. Cap de les famílies i el 3,4% de la població estaven per davall del llindar de pobresa.

## Poblacions més properes
El següent diagrama mostra les poblacions més properes.